# San Pedro Jicayán
San Pedro Jicayán är en kommunhuvudort i Mexiko.   Den ligger i kommunen San Pedro Jicayán och delstaten Oaxaca, i den sydöstra delen av landet, 400 km söder om huvudstaden Mexico City. San Pedro Jicayán ligger 411 meter över havet och antalet invånare är 4 405.
Terrängen runt San Pedro Jicayán är huvudsakligen kuperad, men västerut är den platt. Runt San Pedro Jicayán är det ganska tätbefolkat, med 111 invånare per kvadratkilometer. Närmaste större samhälle är Santiago Pinotepa Nacional, 13,1 km söder om San Pedro Jicayán. Omgivningarna runt San Pedro Jicayán är en mosaik av jordbruksmark och naturlig växtlighet.